# 张铁山
张铁山（1963年—2023年2月18日），男，汉族，陕西户县人，中华人民共和国政治人物。中国工艺美术大师。曾任陕西铁山内画艺术研究院院长。第十四届全国政协委员。